# 那須晃太郎
那須 晃太郎（なす こうたろう、1987年1月8日 - ）は、日本のプロレスラー。

## 経歴
- 2010年9月18日、STYLE-E新木場1stRING大会で吉野達彦、山田太郎とタッグを組んで対高尾蒼馬&妻木洋夫&玲央組戦でデビュー。
- 2012年10月20日、STYLE-Eの母体であるU-FILE CAMPに移籍。
- 2015年、U-FILE CAMPを退団。

## 得意技
バックドロップ
ストレッチプラム
バズソーキック
仰向けになった相手の上半身を起こして相手の左側頭部を振り抜いた右足の甲で蹴り飛ばす。
各種キック

## 入場曲
- Over The Future（可憐Girl's）

## タイトル歴
- GWC認定6人タッグ王座
- K-METAL LEAGUE優勝
- WEWタッグ王座
- WEWハードコアタッグ王座
- UWA世界ジュニアヘビー級王座
- 板橋シングル王座

## エピソード
- 漁師の息子で物心ついた時から釣りをしていたため、かなりの釣り好き。
- 村田基、田辺哲男を崇拝している。
- 危険物取扱資格、乙種全6種取得している。